# Katja Wolf
Katja Wolf (Érfurt, 7 de marzo de 1976) es una política alemana. Es la actual Viceministra-Presidenta Primera del Gobierno estatal de Turingia además de Ministra de Finanzas de Turingia. Fue diputada en el Landtag de Turingia entre 1999 y 2012, y nuevamente elegida en las elecciones de 2024. Entre 2012 y 2024, fue alcaldesa de Eisenach, en Turingia, cargo que dejó para presentarse como cabeza de lista en las elecciones estatales de Turingia del año 2024.

## Biografía
Juventud y Formación
Wolf creció en la República Democrática Alemana. Su padre trabajaba como tractorista y brigadier en una cooperativa agrícola, mientras que su madre era profesora; ambos eran miembros del Partido Socialista Unificado de Alemania. Tiene una hermana mayor. En 1994, completó su Abitur en el Heinrich-Hertz-Gymnasium de Erfurt.
Wolf estudió Trabajo Social en la Universidad de Ciencias Aplicadas de Erfurt y se licenció en 1999. Tras obtener su título, comenzó a trabajar en el parlamento regional de Turingia.

### Carrera política

#### Ámbito municipal
En 2004 fue elegida concejala del Ayuntamiento de Eisenach, cargo que ocupó hasta 2024, cuando decidió no volver a presentarse. En las elecciones municipales de Turingia de 2012, Wolf se presentó como candidata a la alcaldía de Eisenach. El 6 de mayo de 2012 fue elegida alcaldesa con el 51,6 % de los votos.

#### Parlamento de Turingia
Wolf se presentó a las elecciones estatales de Turingia de 1999, donde fue elegida por la lista del PDS. Durante ese periodo, también fue nombrada presidenta de la Comisión de Igualdad de Oportunidades del Parlamento de Turingia. En las elecciones estatales de 2009, logró un escaño por mandato directo en el distrito electoral de Wartburgkreis II - Eisenach.
Tras abandonar Die Linke, Wolf se unió a la nueva formación liderada por Sahra Wagenknecht, Alianza Sahra Wagenknecht - Por la Razón y la Justicia (BSW), siendo elegida colíder junto a Steffen Schütz. Fue la cabeza de lista y candidata a Ministra-Presidenta de Turingia por BSW en las elecciones de 2024, donde el partido obtuvo el 15 % de los votos y 15 escaños. Aunque se presentó en el distrito de Wartburgkreis II para lograr un mandato directo, no logró superar a su rival, quedando a tres mil votos de distancia, por lo que no obtuvo el escaño por esa vía.

#### Liderazgo estatal de la Alianza Sahra Wagenknecht
Wolf fue elegida presidenta del Grupo Parlamentario de BSW en el Parlamento estatal de Turingia, siendo una de las dos primeras mujeres en liderar un grupo parlamentario de dicha formación en un parlamento estatal. Asimismo, fue designada como principal negociadora del partido para la formación de gobierno, tanto en posibles coaliciones como en acuerdos de apoyo externo.
En abril de 2025, tras la crisis provocada por no superar la barrera del 5 % exigida para ingresar al Bundestag, la formación sufrió un duro golpe a nivel federal. Al quedar fuera del parlamento, el partido entró en un proceso de renovación institucional y comenzaron las críticas al liderazgo de Sahra Wagenknecht. Se empezó a especular que Wolf podría sucederla como líder federal del partido, dado que ocupaba el cargo institucional más alto dentro de la formación tras la salida del Bundestag.
Ante esta crisis, la dirección estatal del partido decidió que cargos como la presidencia (o copresidencia), secretaría general, y presidencia del grupo parlamentario debían ser renovados. Por ello, se convocó una conferencia estatal del partido para el 27 de abril de 2025 con el objetivo de reorganizar la cúpula. Tanto Wolf como Steffen Schütz se postularon para liderar el partido, pero esta vez lo hicieron por separado, lo que significaba que se enfrentarían directamente por el liderazgo.
Wolf partía como favorita para ser elegida, ya que era Viceministra Presidenta de Turingia y Ministra de Finanzas, además de ser la figura pública más reconocida de la formación en el estado desde su fundación. También contaba, hasta ese momento, con el respaldo de la dirección federal del partido. Sin embargo, este apoyo se resquebrajó cuando el secretario federal de la Alianza, Christian Leye, declaró que «miembros y simpatizantes del partido consideran que el trabajo del partido debería ser independiente de las oficinas gubernamentales», en referencia tanto a Wolf como a Schütz.
Días después, y en plena campaña por la dirección, la líder federal Sahra Wagenknecht se pronunció a favor de Anke Wirsing como nueva líder en Turingia. Wirsing era la principal opositora de Wolf, y este respaldo fue interpretado como una clara declaración de intenciones contra ella.
Tras esta maniobra, Schütz retiró su candidatura y respaldó a Wolf, aunque esta vez no como colíder, sino apoyando a Gernot Süßmuth como su compañero de fórmula. Wolf aceptó esta propuesta.
La conferencia del partido se celebró el 27 de abril en Gera, con la participación del secretario federal Christian Leye, quien fue un duro crítico de Wolf. Wagenknecht no asistió al evento. Finalmente, Wolf y Süßmuth fueron elegidos con casi el 65 % de los votos de los delegados, superando por más de treinta puntos a la candidata apoyada por Wagenknecht, Anke Wirsing.
La victoria de Wolf fue interpretada como un nuevo debilitamiento de la figura de Sahra Wagenknecht, tras la pérdida de representación parlamentaria, y profundizó la crisis de liderazgo de la Alianza a nivel federal. Además, el poder de la formación comenzó a concentrarse en tres estados federados de Alemania: Turingia, Sajonia y Brandeburgo, donde los líderes Wolf, Sabine Zimmermann y Robert Crumbach, respectivamente, comenzaron a acumular poder dentro de la Alianza, ya que en ese momento ocupaban los cargos institucionales más importantes del partido (tanto Wolf como Crumbach eran vicepresidentes del gobierno regional en sus respectivos estados).

#### Gobierno estatal
En octubre de 2024 trascendieron las tensiones entre la líder federal del partido, Sahra Wagenknecht, y Wolf en relación con las negociaciones con la CDU y el SPD en Turingia. A finales de ese mes, los tres partidos alcanzaron un acuerdo para iniciar conversaciones formales con miras a una coalición estatal, en las que Wolf encabezó la delegación negociadora de BSW.
El 26 de noviembre de 2024, Wolf, junto a los líderes estatales de la CDU, Mario Voigt, y del SPD, Georg Maier, firmó un acuerdo de coalición entre los tres partidos para gobernar Turingia mediante un gobierno en minoría, con el apoyo externo de Die Linke. Wolf declaró: "El acuerdo de coalición es la base de nuestra acción, y lo cumpliremos".
El acuerdo incluía el refuerzo del cordón sanitario contra la AfD, compromiso mediante el cual los tres partidos se abstendrían de negociar cualquier asunto con la formación de extrema derecha. Este punto resultó particularmente relevante, ya que hasta ese momento BSW no había definido claramente su postura al respecto.
El 12 de diciembre de 2024, tras la investidura del democristiano Mario Voigt como Ministro-Presidente de Turingia con el apoyo de BSW, Wolf fue nombrada Primera Viceministra-Presidenta y Ministra Estatal de Finanzas de Turingia, como parte del pacto entre la CDU, BSW y SPD.

## Posiciones políticas
En materia migratoria, propone que las personas sin perspectivas de obtener la residencia no sean distribuidas a los municipios, sino que permanezcan en centros de acogida donde se gestionen todos los procedimientos, incluidas las deportaciones. Además, apoya la creación de centros de detención para deportaciones en Turingia.
En política exterior, Wolf aboga por una mayor diplomacia y por intensificar los esfuerzos para lograr la paz en el conflicto de Ucrania. Aunque considera a Vladímir Putin un "agresor inaceptable", se opone a una escalada militar y a la prolongación del conflicto mediante el suministro continuo de armas. También rechaza la instalación de misiles de medio alcance estadounidenses en Alemania.
Se la considera una de las figuras más alineadas con la izquierda dentro de la Alianza, debido a su pasado en el Partido del Socialismo Democrático y, posteriormente, en su sucesor, La Izquierda. No obstante, defiende el distanciamiento de esta última formación, al considerar que "se ha alejado de la realidad de Alemania y de la clase trabajadora". Fue la líder regional más fuerte de su partido en toda Alemania y la que obtuvo los mejores resultados en las elecciones estatales de su región.

## Controversias
En enero de 2025, la fiscalía de Eisenach abrió una investigación contra Wolf por presuntas irregularidades cometidas durante su etapa como alcaldesa. Como consecuencia, el Parlamento de Turingia votó a favor de retirarle la inmunidad parlamentaria. Las acusaciones estaban relacionadas con un contrato de obras públicas del ayuntamiento, adjudicado a la empresa del colíder regional del partido, Steffen Schütz. Además, se sospechaba que una propiedad en la isla de Menorca, a nombre de Wolf, le habría sido entregada por Schütz como compensación por dicho contrato.

## Vida personal
Wolf se declara atea, esta casada y tiene 2 hijos. 

## Resultados electorales

### Municipales
|  | 24,4 % |

|  | 51,6 % |

|  | 47,4 % |

|  | 58,0 % |

### Estatales
|  | 21,3 % |

|  | 21,3 % |

|  | 29,9 % |

|  | 26,1 % |

|  | 28,4 % |

|  | 27,4 % |

|  | 28,2 % |

|  | 15,8 % |